# Avenida Carrascal
La Avenida Carrascal es la principal de la comuna de Quinta Normal en la ciudad de Santiago, Chile. Comienza en el sector de la Estación Yungay y la plazuela Polidoro Fuentes, para ascender por un puente sobre nivel que pasa por la antigua línea del ferrocarril (por donde hoy transita un tren de carga), desde donde se puede apreciar parte de la Costanera Norte y gran parte de la comuna.
Este nudo industrial continúa hasta calle Villasana, donde se encuentra BASF, Aislapol, Austral Chemicals y actuales complejos habitacionales, para luego cruzar sobre el tramo poniente de la Autopista Central (Avenida Joaquín Walker Martínez - General Velásquez). La avenida se ensancha a 2 pistas por sentido con un bandejon central. Se adentra al sector céntrico de la comuna, específicamente su centro cívico: el barrio Lo Franco, por donde pasa por hitos tales como la Municipalidad de Quinta Normal. Además pasa por el Consultorio Lo Franco y La Iglesia de Nuestra Señora de Los Dolores, la más importante después de La Iglesia de Lourdes en el sector poniente, para luego internarse en los barrios residenciales de Félix Bulnes y Lo Espinoza. Después se pueden apreciar Edificios de Altura en el sector de Radal. 
Continua por un nudo industrial en el que se encuentra la famosa Papelera Carrascal, la planta productiva de Abbott Chile (Antiguamente Laboratorio Recalcine), y la Planta de Revisión Técnica Applus por el costado sur hasta el Barrio Catamarca, mientras que por el costado norte se encuentran los barrios de Cristal Yungay e Indus Lever.
Continua por el barrio Catamarca y La Rioja hasta Samuel Izquierdo donde se encuentra la bencinera Copec, la Panadería Catamarca, muy popular en el sector. Esa esquina con Samuel Izquierdo también es testigo del clásico comercio de barrio de los rincones de Santiago.
Entre Samuel Izquierdo y Avenida Neptuno se encuentra el Supermercado Líder Express, Condominio Habitacionales Neptuno y Edificios.
Tras su intersección con Avenida Neptuno, comienza Cerro Navia en su lado sur.
La avenida continúa en el sector de Carrascal Poniente, la Villa Santa María y la Población Barea, cruzando una decena de pequeños comercios entre Avenida Neptuno y Brisas del Río, también se encuentra el Servicentro Bencinera Petrobras y el Motel La Casa Blanca. 
La avenida finalmente concluye en el sector de MegaCentro Carrascal y se divide en una bifurcación. Un tramo es la continuación por la Costanera Sur en Cerro Navia, y el otro por el Puente Carrascal hacia la Avenida Condell de Renca y al enlace Carrascal de la Autopista Costanera Norte.

## Futuro
Se instalaron los semáforos en el cruce y bifurcación de Avenida Carrascal, calle Cerámica y Costanera Sur.[cita requerida]
En el enlace Carrascal desde la Costanera Sur  nacerá la futura Autopista Norponiente Santiago - Lampa.[cita requerida]